# Contracepção reversível de longa duração
Contracetivos reversíveis de longa duração são métodos contracetivos que oferecem propriedades contracetivas durante um longo período de tempo sem que durante esse tempo seja necessária qualquer ação por parte do utilizador. Estes métodos incluem injeções, dispositivos intrauterinos e implantes contracetivos. Por não dependerem da colaboração do paciente, a taxa de falha com uso típico é praticamente idêntica à de uso perfeito, o que faz deles os métodos de contraceção reversíveis  mais eficazes.